# Eyüp
Eyüp is een district en stadsdeel in de Turkse provincie Istanboel. Het vormt een deel van de stedelijke agglomeratie van de stad Istanboel.
Eyüp grenst in het zuiden aan de gemeente Fatih, in het westen aan Bayrampaşa en in het noorden aan Gaziosmanpaşa. In het oosten wordt het stadsdeel begrensd door de Gouden Hoorn.
Eyüp ligt net buiten de oude Byzantijnse stadsmuren van Constantinopel, zoals de stad tot 1935 officieel heette. De naam komt van Abu Ayyub al-Ansari, een metgezel van Mohammed en drager van de standaard in diens leger (het Arabische Ayyub wordt in het Turks Eyüp, in het Nederlands komt dit overeen met de Bijbelse naam Job). Ayyub al-Ansari wordt verondersteld gesneuveld te zijn bij het beleg van Constantinopel in 668-669 door de Omajjaden. Volgens sommige bronnen was er voor de stadsmuren in de Byzantijnse tijd al een klein islamitisch heiligdom op de bewuste plek. Volgens andere bronnen werd de plek herontdekt na de Osmaanse verovering van Constantinopel in 1453. Akşemseddin, leraar en adviseur van sultan Mehmet II zou in een droom de plek zijn aangewezen. De sultan liet in 1459 op de plek de Eyüp Sultan-moskee bouwen met daarin een mausoleum voor Ayyup al-Ansari.
In de 16e en 17e eeuw groeide het stadsdeel uit tot een religieus centrum, waar pelgrims naartoe kwamen om het graf te bezoeken. Er werden meer moskeeën en madrassa's gebouwd, en het begraafplaats was erg populair als laatste rustplaats omdat velen graag in de buurt van al-Ansari begraven wilden worden. Vanaf de 19e eeuw begon het gebied te industrialiseren en verdwenen de rijkere inwoners naar wijken langs de Bosporus en in het Aziatische gedeelte van de stad. Tegenwoordig is de industrie weer uit het gebied verdwenen en probeert men de vroegere status als heilige plek terug te brengen door het opknappen van de wijk en aanleggen van groen.

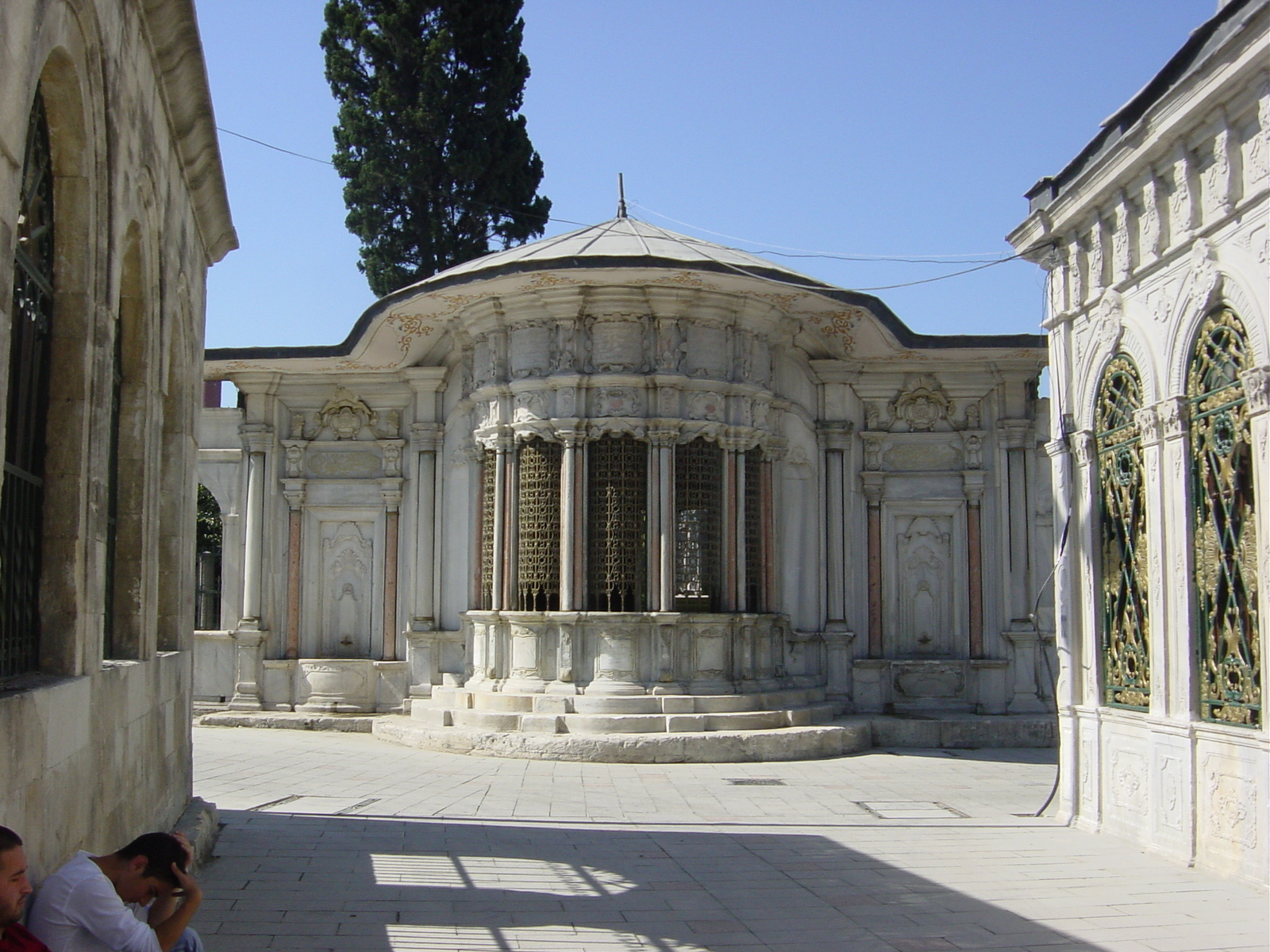
Kiosk in Ottomaanse begraafplaats

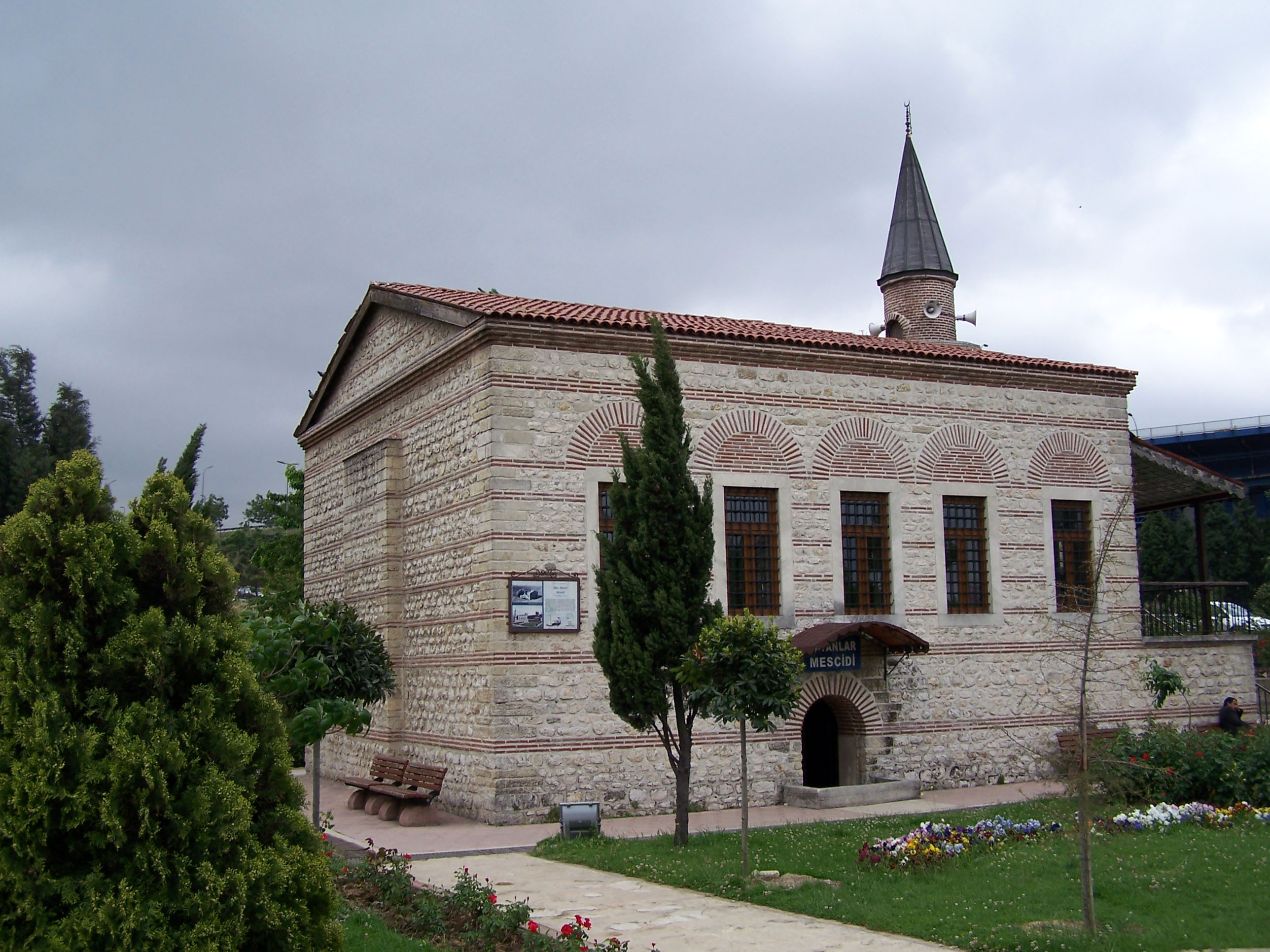
De Hüsrev Hadj moskee